# 홀론
홀론(Holon, 히브리어: חוֹלוֹן)은 이스라엘 텔아비브 구의 도시로, 면적은 18.9km2, 인구는 184,700명(2009년 기준)이며 텔아비브 중부 연안에 위치한다. 이스라엘에서 하이파에 이어 두 번째로 큰 산업단지가 들어서 있으며 구슈 단 도시권을 구성한다. 도시 이름 '홀론'은 히브리어로 '작은 모래'를 뜻한다. 
1936년 건설되었으며 1950년 시로 승격되었다. 나블루스의 게리짐 산과 더불어 세계에서 단 두 곳 뿐인 사마리아인 공동체가 형성되어 있다.

## 자매 도시
- 미국 오하이오주 클리블랜드
- 미국 오하이오주 데이턴
- 프랑스 슈랑
- 독일 베를린 미테구
- 독일 한뮌덴
- 중화인민공화국 안산 시
- 대한민국 안동시

## 사진

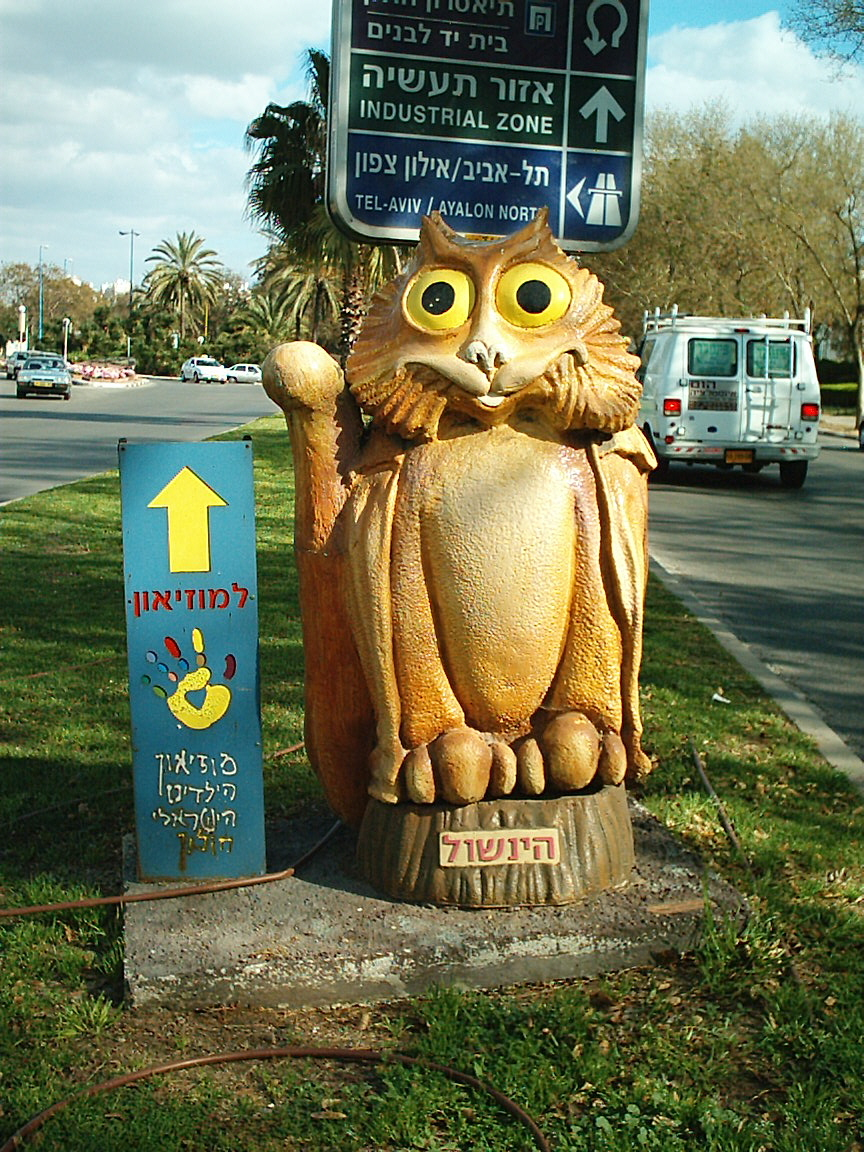
홀론 어린이 박물관 입구에 설치된 표지판 (몸은 고양이, 머리는 독수리)
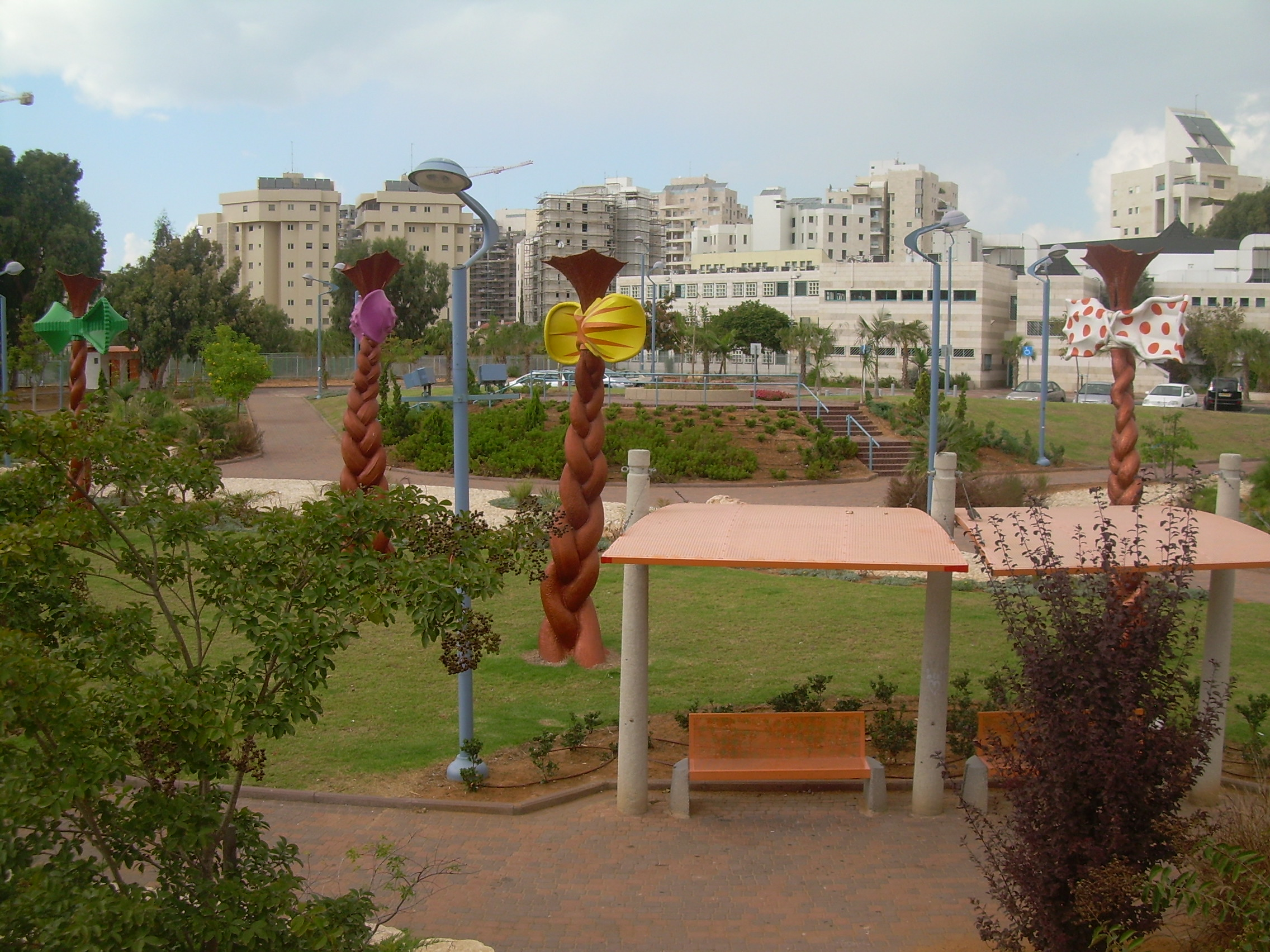
홀론에 있는 어린이 공원
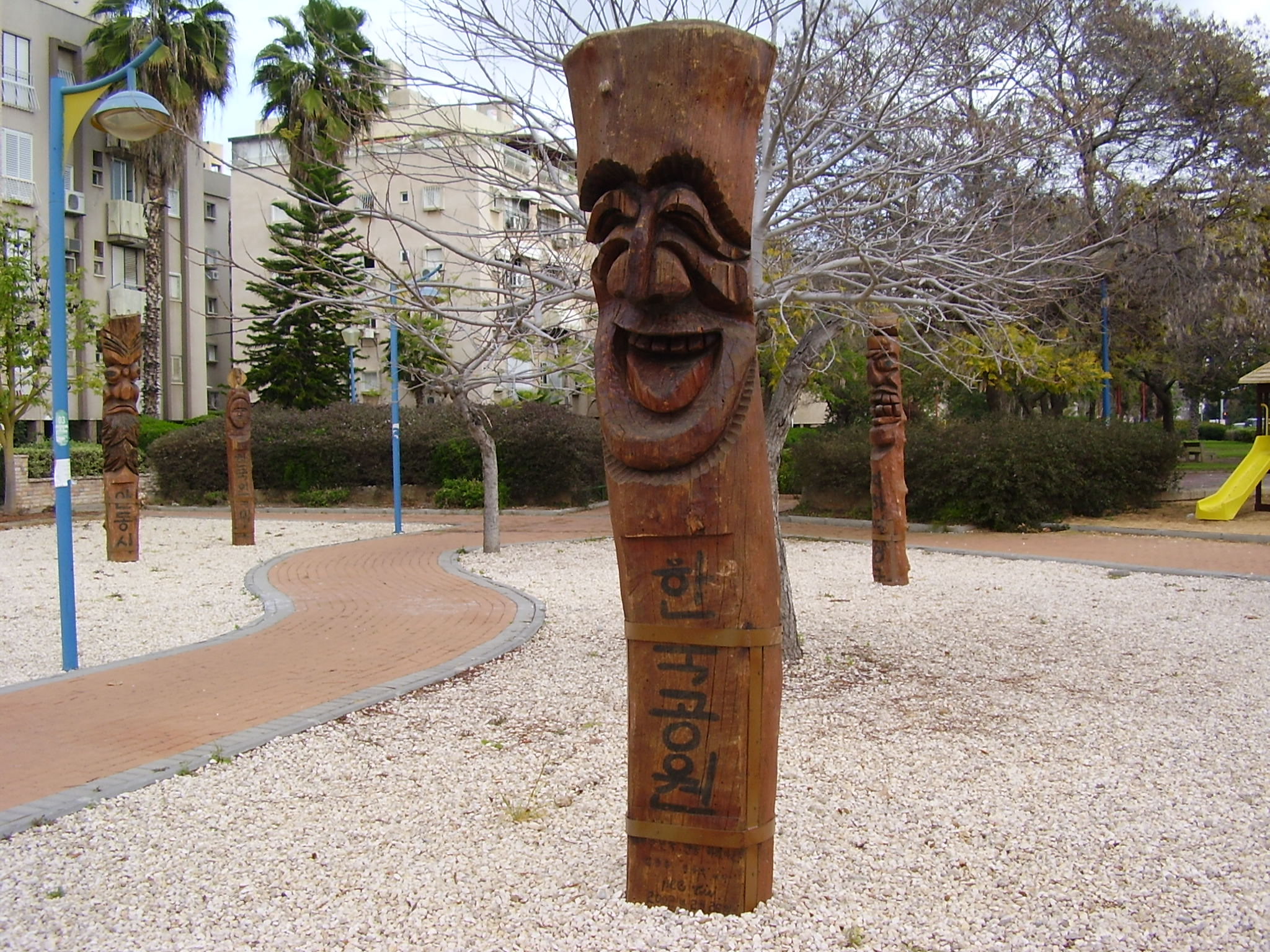
홀론에 있는 한국공원
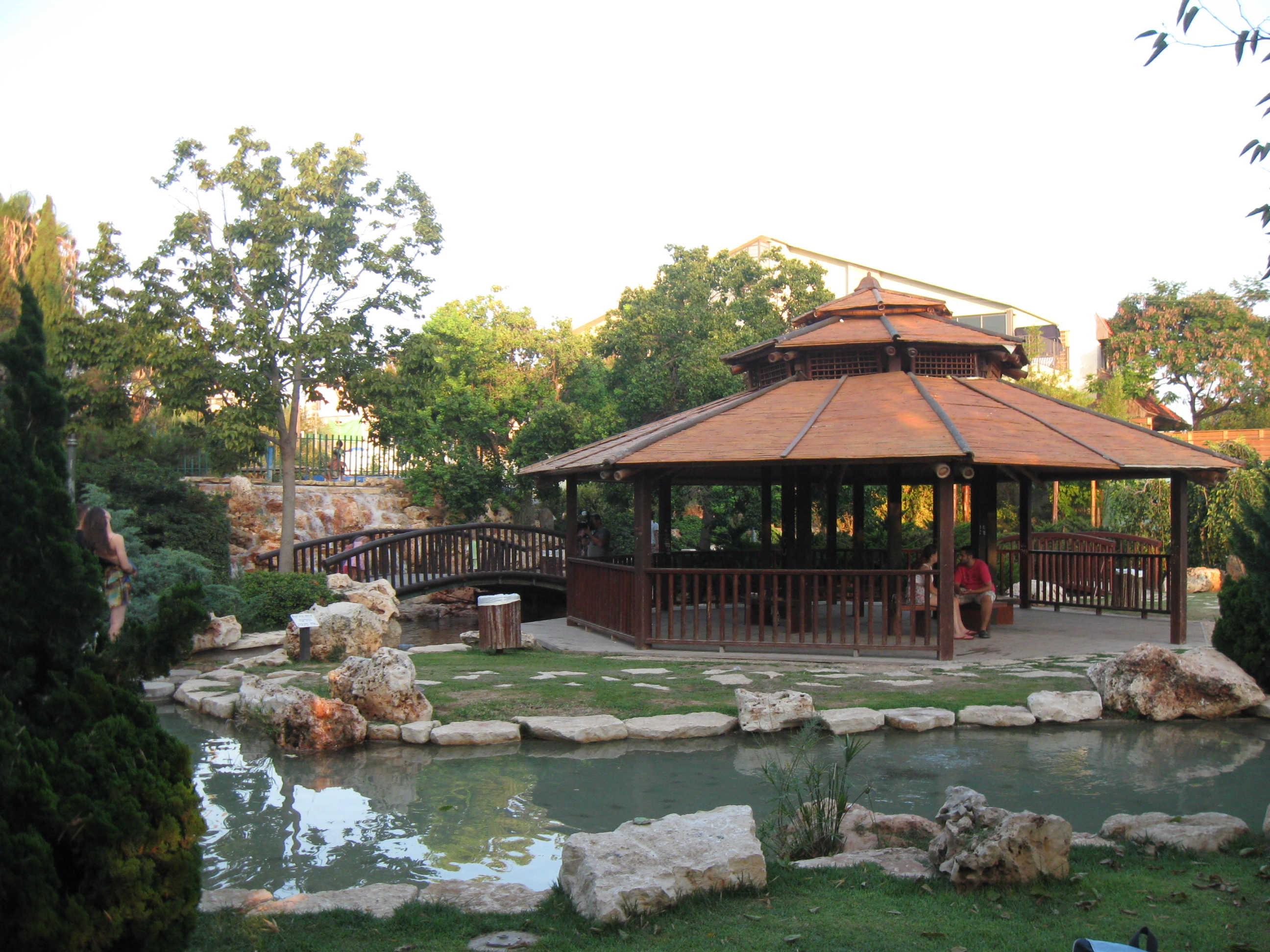
일본 정원
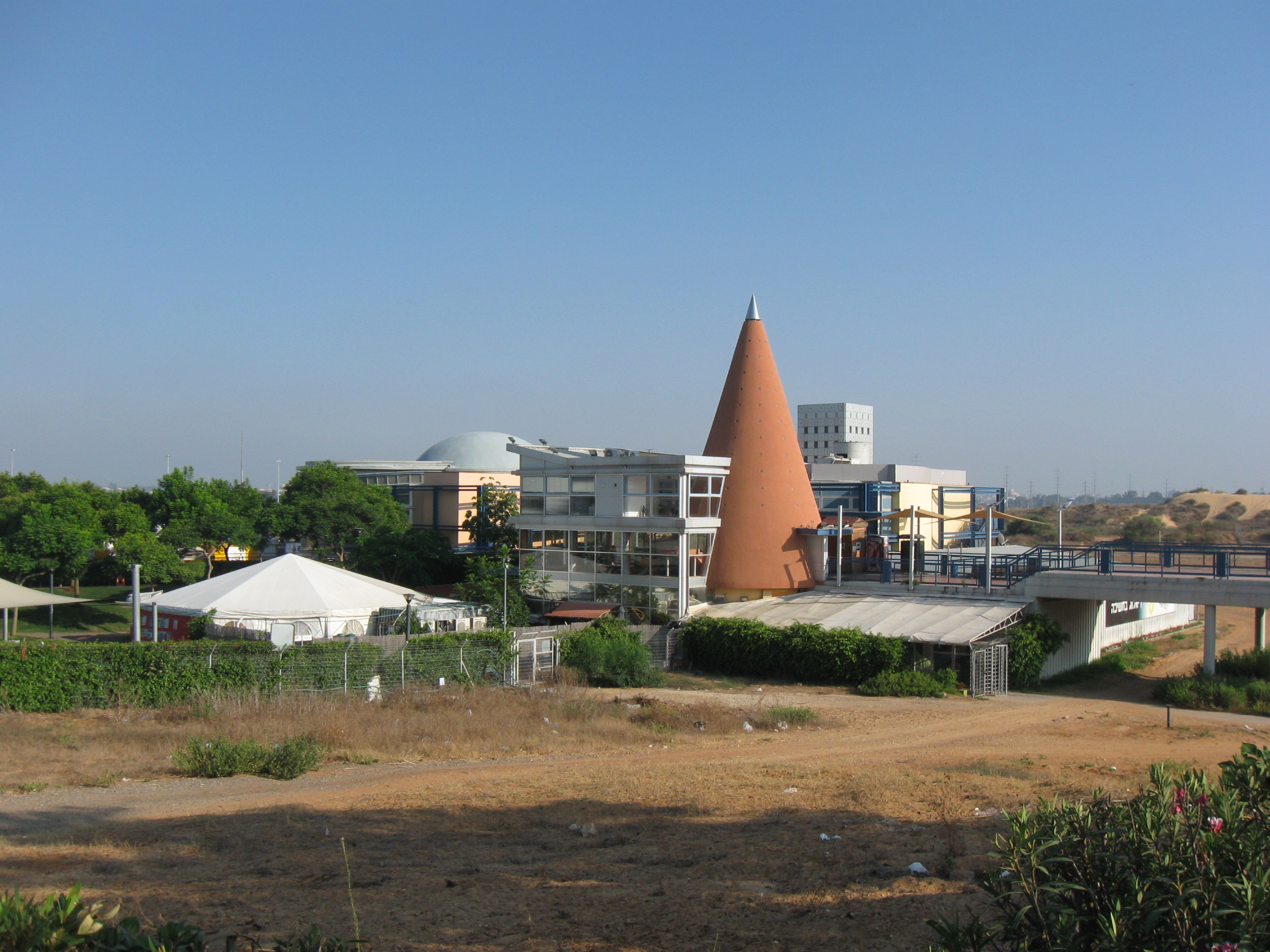
어린이 박물관
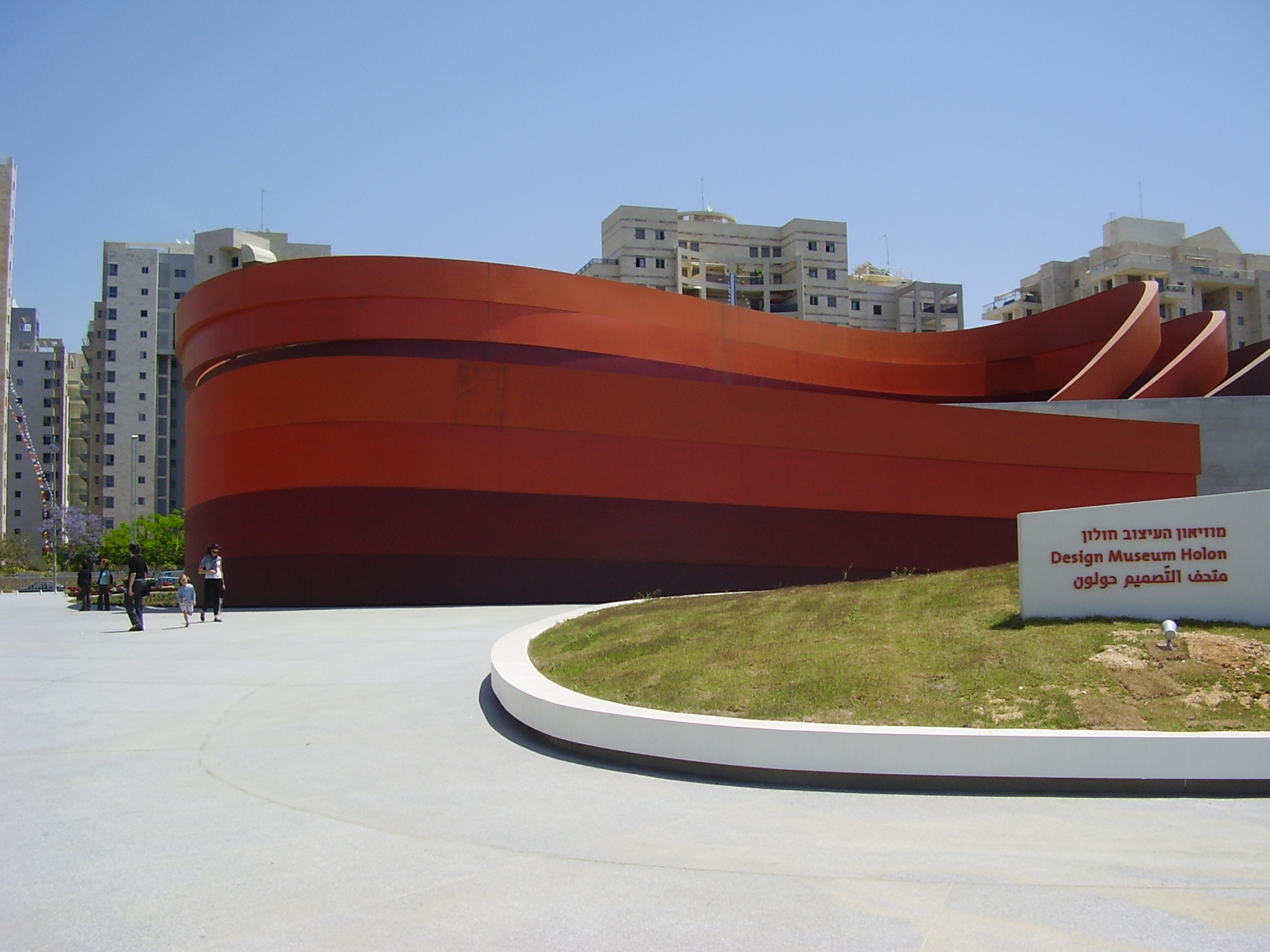
디자인 박물관